# Ernst Witt (Architekt)
Ernst Witt (* 4. Mai 1898 in Gumbinnen; † 27. September 1971 in Desenzano del Garda) war ein deutscher Architekt, Hochschullehrer und letzter Konsistorialbaumeister der Evangelisch-lutherischen Landeskirche Hannovers.

## Leben
Witt besuchte die Gymnasien in Elbing und Danzig. Nach dem Kriegsabitur 1918 studierte er von 1920 bis 1924 Architektur an der Technischen Hochschule Danzig. 1924 bestand er die Diplom-Prüfung. 1924/1925 war er wissenschaftlicher Assistent an der Technischen Hochschule Danzig, 1926 bis 1932 Technischer Direktor bei der Wohnungsfürsorgegesellschaft Königsberg/Pr., 1931 wurde er zum Dr.-Ing. promoviert, 1933 zum Dr. phil. Er war von 1933 bis 1945 ordentlicher Professor an der Technischen Hochschule Danzig, zeitweilig auch Dekan.
1946 wurde Witt zum Bausachberater der hannoverschen Landeskirche, 1953 zum Konsistorialbaumeister und Leiter des landeskirchlichen Amts für kirchliche Baupflege (ab 1958: Amt für Bau- und Kunstpflege) in Hannover ernannt. In dieser Funktion hatte er maßgeblichen Anteil am kirchlichen Wiederaufbau nach dem Zweiten Weltkrieg. Am 31. März 1962 wurde er in den Ruhestand versetzt. Im Nebenamt übernahm er aber noch bis 1969 einzelne Forschungs- und Gutachteraufträge für das Landeskirchenamt.
Witt war ab 1960 Lehrbeauftragter der Technischen Hochschule Hannover und seit 1962 Emeritus dieser Hochschule.

## Werke (Auswahl)
- 1948 bis 1955: Kirche Zum Heiligen Kreuz in Brinkum[1]
- 1952 bis 1954: Martin-Luther-Kirche in Bad Salzdetfurth[2]
- 1954 bis 1956: St.-Johannis-Kirche in Wesendorf[3]
- 1958 bis 1962: Auferstehungskirche in Weyhausen[4]

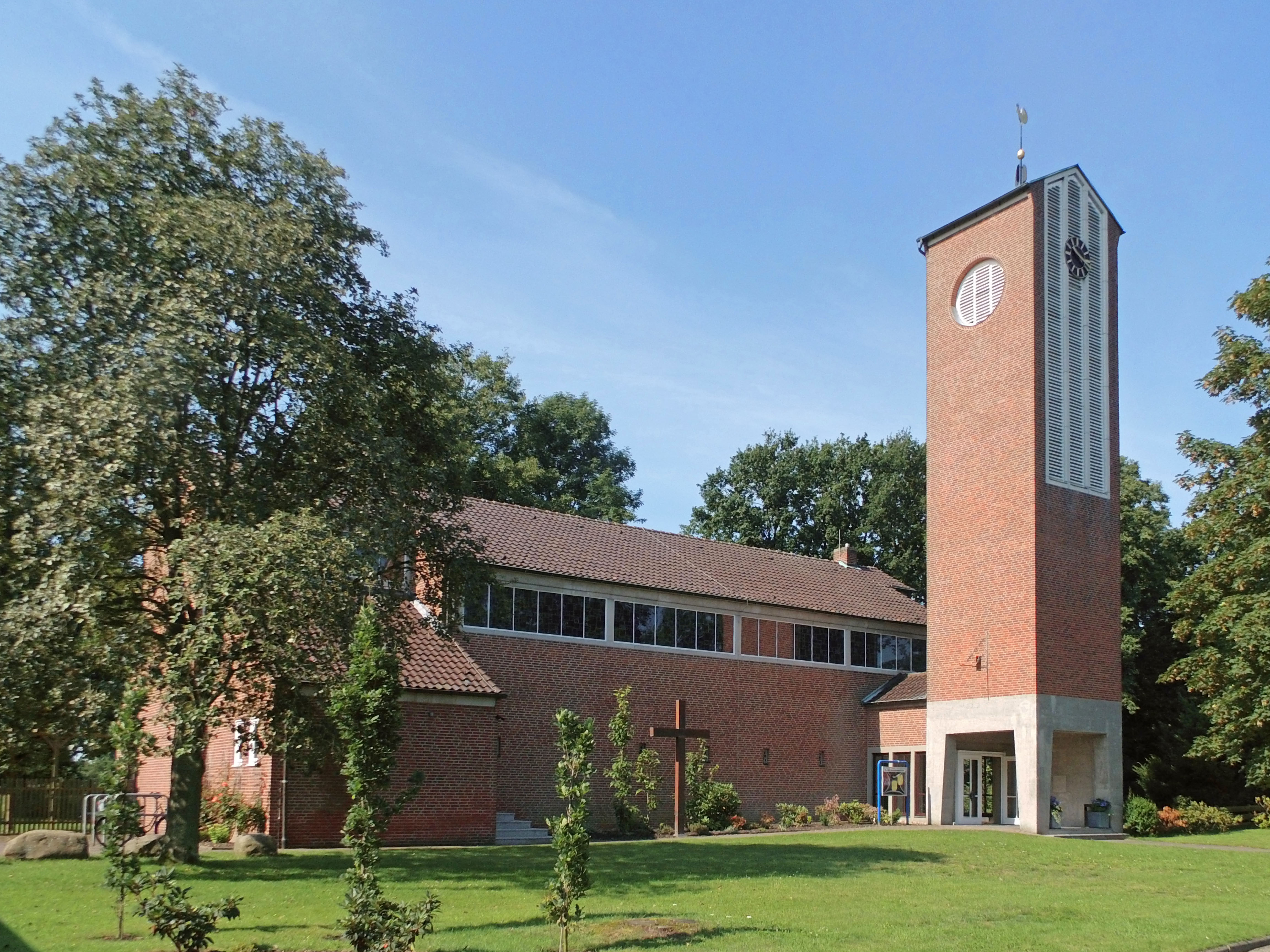
Auferstehungskirche in Weyhausen

## Auszeichnungen
- Großes Verdienstkreuz des Niedersächsischen Verdienstordens (1965)